# Icon Productions
Icon Productions LLC es una compañía productora de cine independiente de Estados Unidos fundada en agosto de 1989 por el actor y director Mel Gibson y su socio Bruce Davey. La primera película que produjeron fue Hamlet, de Franco Zeffirelli, en 1990.
A diferencia de otras compañías de cine independiente, Icon entrega la mayoría de los fondos internamente, principalmente por Gibson, lo que le permite mantener cierto control creativo en los proyectos que produce. La estrategia empresarial de ICON se resume básicamente en la producción de películas y también en la distribución sobre todo en el Reino Unido, donde cada año tiene más peso en el mercado británico y en Australia, donde en 2009 adquirió una cadena de cines del país.
En el Reino Unido y Australia sus DVD son usualmente distribuidos por Warner Home Video, aunque algunos DVD en el Reino Unido han sido distribuidos por MGM Home Entertainment.
La imagen que aparece en el logo es una pequeña parte del icono de Theotokos de Vladimir, un icono de la Iglesia ortodoxa que representa a la Virgen María.

## Películas
- Hamlet
- Eternamente joven
- El hombre sin rostro
- Airborne
- Maverick
- El último mohicano
- El detective cantante
- Amor inmortal
- Braveheart
- On Our Selection
- Anna Karenina
- 187
- Fairy Tale: A True Story
- We Were Soldiers
- Un marido ideal
- Greenwich Mean Time: Ordinary Decent Criminal
- El viaje de Felicia
- En qué piensan las mujeres
- Cuando éramos soldados
- La Pasión de Cristo
- Apocalypto
- Payback
- A Great and Terrible Beauty
- The Black Balloon
- Buried
- El camino
- The Professor and the Madman
- Hacksaw Ridge
- Triangle

- Datos: Q2669403